# Stranorlar

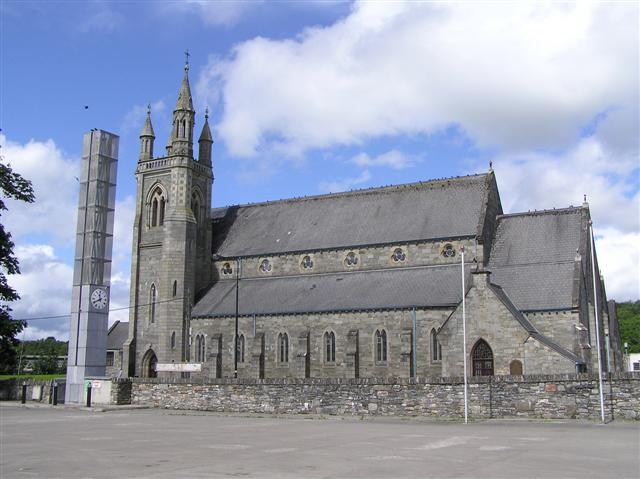
Dieselbe Kirche mit Uhrturm in anderer Perspektive (2007)

Stranorlar (irisch Srath an Urláir) ist eine Stadt in der Grafschaft Donegal im Nordwesten der Republik Irland.
Stranorlar liegt im östlichen Teil des Countys direkt gegenüber von Ballybofey, mit dem zusammen es die landesweit sogenannten Twin Towns bildet. Dabei liegt Stranorlar im Finn Valley am nördlichen, Ballybofey am südlichen Ufer des River Finn.  Ballybofey-Stranorlar hatten bei der Volkszählung 2022 zusammen 5406 Einwohner.
Stranorlar liegt an der N15 von Sligo nach Derry City, etwa in der Mitte zwischen Donegal Town in südwestlicher und Lifford, dem Hauptort des Countys, sowie dem größeren nordirischen Strabane in östlicher Richtung. Mit dem wenige Meilen entfernten Letterkenny, der größten Stadt des Countys, ist Stranorlar durch die N56 verbunden. Da die N56 eine Zirkularroute durch das gesamte County ist, wird Stranorlar von vielen Donegal-Touristen passiert.
Für knapp 100 Jahre war Stranorlar das Zentrum des Eisenbahnsystems im County Donegal; der örtliche Bahnhof wurde 1863 eröffnet, 1960 jedoch geschlossen und abgerissen. An seiner Stelle wurde ein Omnibusdepot für Bus Éireann errichtet, das bis heute den Hauptbetriebshof von Bus Éireann im County Donegal darstellt. Zur Feier der Jahrtausendwende wurde die alte Bahnhofsuhr restauriert und in einem neu errichteten Uhrturm am Ort des alten Bahnhofszugangs aufgestellt.
Die Dichterin und Schriftstellerin Frances Browne wurde 1816 in Stranorlar geboren, und der Gründer der Home Rule League, Isaac Butt (1813–1879), ist auf dem Gräberfeld der alten Church-of-Ireland-Kirche in Stranorlar beerdigt.